# Zaluzianskya sanorum
Zaluzianskya sanorum är en flenörtsväxtart som beskrevs av O.M. Hilliard. Zaluzianskya sanorum ingår i släktet Zaluzianskya och familjen flenörtsväxter. Inga underarter finns listade i Catalogue of Life.